# هلینگن
هلینگن (به آلمانی: Hellingen) یک شهر در آلمان است که در Hildburghausen واقع شده‌است. هلینگن ۱٬۰۳۶ نفر جمعیت دارد.